# Queen City, Missouri
Queen City är en ort (city) i Schuyler County i delstaten Missouri i USA. Orten hade 562 invånare, på en yta av 2,67 km² (2020).